# Irina Press
Irina Natanowna Press (russisch Ирина Натановна Пресс, ukrainisch Ірина Натанівна Пресс; * 10. März 1939 in Charkiw, Sowjetunion; † 22. Februar 2004 in Russland) war eine sowjetische Leichtathletin der 1960er Jahre. Zusammen mit ihrer älteren Schwester Tamara Press (1937–2021), ebenfalls Leichtathletin, war sie die eine Hälfte der schon damals so genannten „Press Brothers“, die fast alles gewannen, was es zu gewinnen gab.

## Sportliche Erfolge
Bei den Olympischen Spielen 1960 in Rom wurde Irina Olympiasiegerin im 80-Meter-Hürdenlauf, bei den Olympischen Spielen 1964 in Tokio gewann sie überlegen den damals neu eingeführten Fünfkampf.
Sie stellte bei dem ersten Leichtathletik-Europacup der Frauen 1965 im Auestadion (Kassel, Bundesrepublik Deutschland) einen Weltrekord beim 80-Meter-Hürdenlauf mit einer Zeit von 10,4 s auf.

## Das Ende als Anfang der Fragen
Den beiden Schwestern wurde nachgesagt, ihr Geschlecht könne nicht festgelegt werden. Sie galten manchen schon bald zumindest als Hermaphroditen; nach anderer Ansicht waren sie mit männlichen Hormonen gedopt. Spötter nannten die beiden „Press Brothers“. Nachdem Geschlechtsüberprüfungen für alle international antretenden Sportlerinnen 1966 zur Pflicht geworden waren (diese Tests wurden 2000 in Sydney wieder abgeschafft), verschwanden beide Sportlerinnen von der Sportlerbühne.
Die westliche Presse verstand diesen Rückzug als Eingeständnis. Die russischen Zeitungen dementieren dies bis heute.

## Ihr Platz in der Zeitgeschichte
Die Press-Schwestern symbolisierten die glückliche Zeit der Sowjetunion nach Stalins Tod. Es herrschte jenes Tauwetter, welches später auch die Politik Michail Gorbatschows prägte. Tamara und Irina waren die populärsten Sportlerinnen der UdSSR, ihre Biografien typisch für diese Zeit:
Der Vater starb im Krieg. Sie wuchsen fern ihrer Heimat auf, da diese von deutschen Truppen besetzt und zerstört worden war. Später absolvierten sie ein Studium an der Staatlichen Universität von Leningrad.

## Die Zeit nach dem Leistungssport
Nachdem ihre Kandidatur vor den Europameisterschaften 1966 vom Sowjet-Verband zurückgezogen worden war, machten die beiden berufliche Karrieren. Irina ging zu den Grenztruppen des KGB und wurde dort Offizierin. Tamara wurde Bauingenieurin, schrieb zahlreiche Fachbücher über ihren Beruf, aber auch über den Sport. Später bekleideten beide im russischen Sport allerlei Ehrenämter.

## Westliche Berichterstattung
Wenngleich bis heute medizinisch nicht nachgewiesen werden konnte, dass Irina Press keine Frau bzw. eine Intersexuelle war, so wurde in den westlichen Medien systematisch an entsprechenden Verdächtigungen gearbeitet. Als die sowjetische Sportlerin dann nach Einführung der obligatorischen Geschlechtstests im Jahre 1966 von zukünftigen Sportveranstaltungen fernblieb, verfestigte sich in den westlichen Medien das Gerücht, dass es sich bei ihr um keine echte Frau handelt.
Bislang existiert lediglich eine wissenschaftliche Untersuchung, die sich mit der Geschlechts-Darstellung von Irina Press in der zeitgenössischen westlichen Presse beschäftigt. In dieser argumentiert der Soziologe Dennis Krämer aus poststrukturalistischer Sicht, dass die damaligen Medien Irina Press’ weibliches Geschlecht wie auch das ihrer Schwester Tamara nicht deswegen systematisch als unweiblich darstellten, weil dieses männliche Züge zeigte, sondern in erster Linie, weil die sowjetische Sportlerin in starkem Kontrast zum damaligen westlich-konservativen Frauenideal von der zarten Hausfrau und Mutter stand. Die Bedrohungen, die in ihr als Sportlerin erkannt wurden, gingen nicht von ihrem genuinen Körper aus, sondern standen in unmittelbarer politischer Relation zur damaligen Konfliktsituation zu Zeiten des Kalten Kriegs. Vor diesem Hintergrund galt der Körper der sowjetischen Sportlerin in erster Linie deswegen als fremd, anders, sonderbar und abnorm, weil hinter ihrer Erscheinung das manipulative Einwirken einer ideologischen Maschinerie des Kommunismus zu Zeiten des Kalten Kriegs vermutet wurde.